# Мазовшани (Польща)
Мазовшани (пол. Mazowszany) — село в Польщі, у гміні Коваля Радомського повіту Мазовецького воєводства.
Населення — 625 осіб (2011).
У 1975-1998 роках село належало до Радомського воєводства.

## Демографія
Демографічна структура станом на 31 березня 2011 року:
|          | Загалом | Допрацездатний вік | Працездатний вік | Постпрацездатний вік |
| -------- | ------- | ------------------ | ---------------- | -------------------- |
| Чоловіки | 318     | 86                 | 210              | 22                   |
| Жінки    | 307     | 78                 | 184              | 45                   |
| Разом    | 625     | 164                | 394              | 67                   |